# Pace di Coblenza
La pace di Coblenza fu un accordo stipulato il giorno della Pentecoste dell'anno 860 tra i sovrani della tre parti in cui era stato suddiviso il regno di Ludovico il Pio alla sua morte e precisamente Ludovico II il Giovane, Carlo di Provenza e Lotario II di Lotaringia. I tre sovrani s'incontrarono a Coblenza nel convento di San Castore.

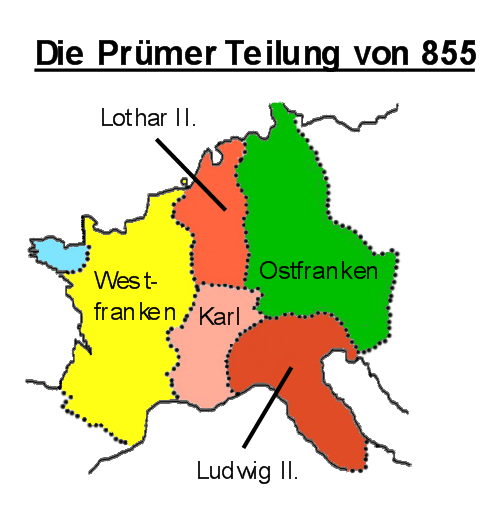
I cinque regni ereditati dopo la ripartizione di Prüm dell'855

Dopo la morte di Ludovico il Pio, il suo regno venne suddiviso nell'843, con il Trattato di Verdun, in tre parti, ciascuna per uno dei figli maschi di Ludovico. La Francia occidentalis andò a Carlo il Calvo, la Francia Media (comprendente il centro dell'impero, tra cui l'Italia) e il titolo di imperatore a Lotario I e la Francia orientalis a Ludovico II il Germanico.
Poco prima della sua morte, Lotario I suddivise, con la ripartizione di Prüm, il suo regno fra i suoi tre figli:
- Ludovico II il Giovane ottenne la dignità d'Imperatore e l'Italia
- Carlo di Provenza ebbe la Provenza e gran parte della Borgogna
- Lotario II di Lotaringia ricevette la regione che da lui prende il nome di Lotaringia

Verso l'860 vi erano, nel territorio di cui era stato sovrano Ludovico il Pio, cinque successori, in parte in conflitto fra loro. 
Nell'854 e nuovamente nell'858 il sovrano dei Franchi Orientali, Ludovico, era entrato nel regno dei Franchi Occidentali, chiamato dalla nobiltà di quel territorio, e minacciava la sovranità di Carlo. Nell'859 Ludovico, in vista della resistenza organizzata dall'arcivescovo Incmaro di Reims, un consigliere di Carlo il Calvo, dovette ritirarsi dal regno dei Franchi Occidentali.
Liti fra Carlo, Ludovico e Lotario II condussero ad un'assemblea di principi ecclesiastici e laici, che dal 5 al 7 giugno 860 si trovarono nella sacrestia della chiesa di San Castore, fuori le mura di Coblenza. In quest'assemblea si accordarono i tre sovrani per un trattato di pace fra loro.
Già nell'869 scoppiavano nuovamente conflitti fra i successori di Ludovico il Pio, dopo che Lotario II era morto e Carlo cercava di annettere il suo ex regno, la Lotaringia, al proprio. Con il trattato di Meerssen dell'870 la Lotaringia fu divisa fra i regni dei Franchi dell'est e dell'ovest.